# جيرمين كيرز
جيرمين كيرز (بالإنجليزية: Jermaine Kearse)‏ هو لاعب كرة قدم أمريكية أمريكي، ولد في 6 فبراير 1990 في ليكوود في الولايات المتحدة.

## وصلات خارجية
- جيرمين كيرز على موقع إي إس بي إن.كوم (أن.أف.أل)3
- جيرمين كيرز على موقع مرجع كرة القدم المحترفة.كوم (الإنجليزية)